# پینینفارینا

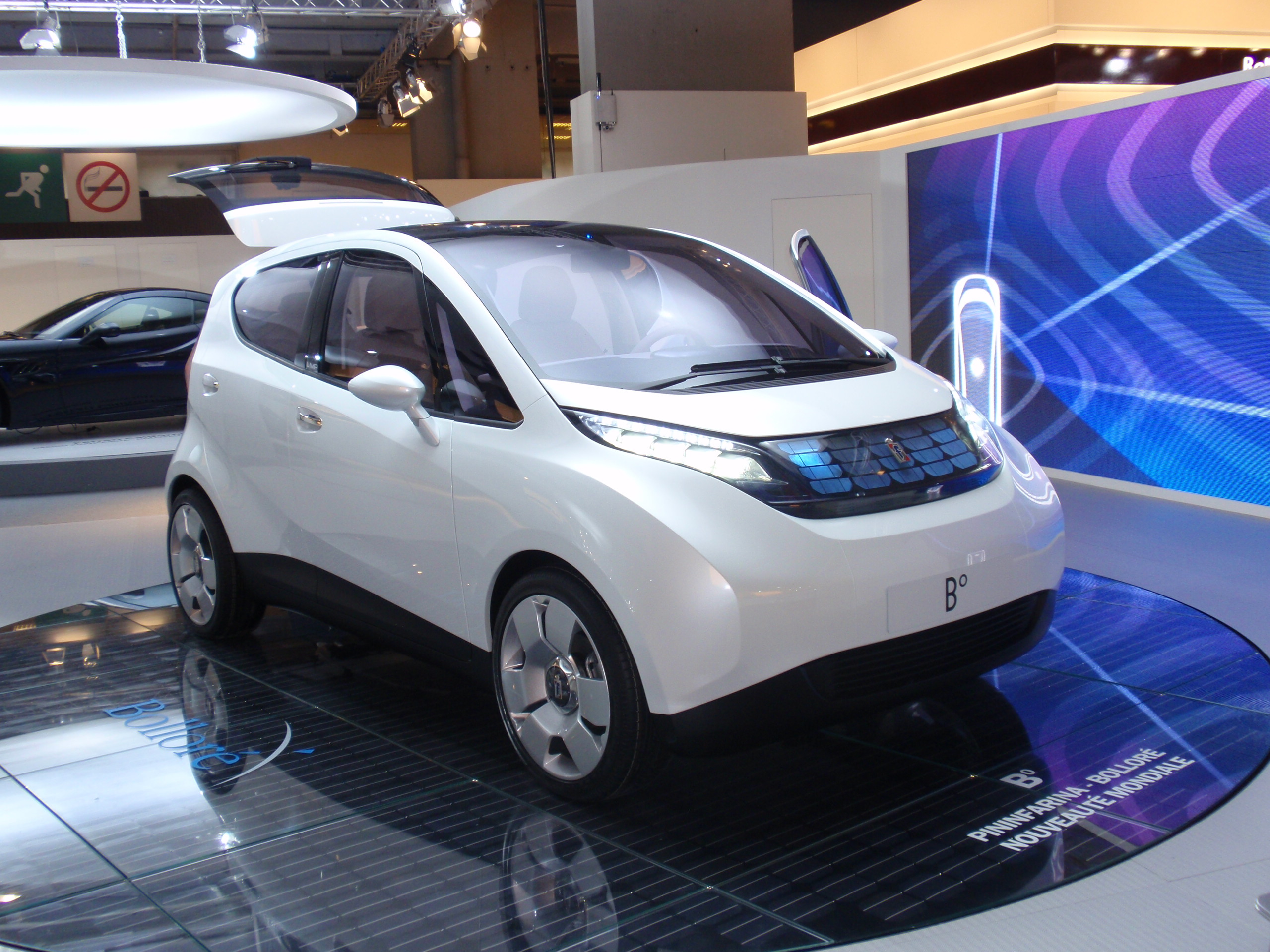
پینین فارینا بی۰

پینین فارینا یک شرکت طراحی خودرو و بدنه‌سازی ایتالیایی است که در شهر کامبیانو قرار دارد. این شرکت توسط باتیستا فارینا (که خود طراح خودرو بود) در سال ۱۹۳۰ با هدف طراحی و ساخت خودرو و با نام سوسیتا انونیما کاروزریا پینین فارینا کار خود را آغاز نمود. این شرکت کامل‌کننده رده‌بالاترین خودروسازها مانند فراری، مازراتی، رولز-رویس موتور کارز، کادیلاک، جگوار، ولوو، آلفا رومئو و لانچیاو پژو بوده است. این شرکت همچنین طراحی تراموای در فرانسه، قطار تندرو در هلند و اتوبوس برقی در ایالات متحده را نیز انجام می‌دهد. از دهه ۱۹۸۰، پینین فارینا فعالیت‌هایی در زمینهٔ طراحی صنعتی و طراحی داخلی دارد.
پینین فارینا تا زمان مرگ پسر بزرگ باتیستا، آندره فارینا در سال ۲۰۰۸، توسط او اداره می‌شد؛ پس از مرگ آندره، برادر کوچکترش پائولا پینین فارینا به‌عنوان جانشین انتخاب شد.

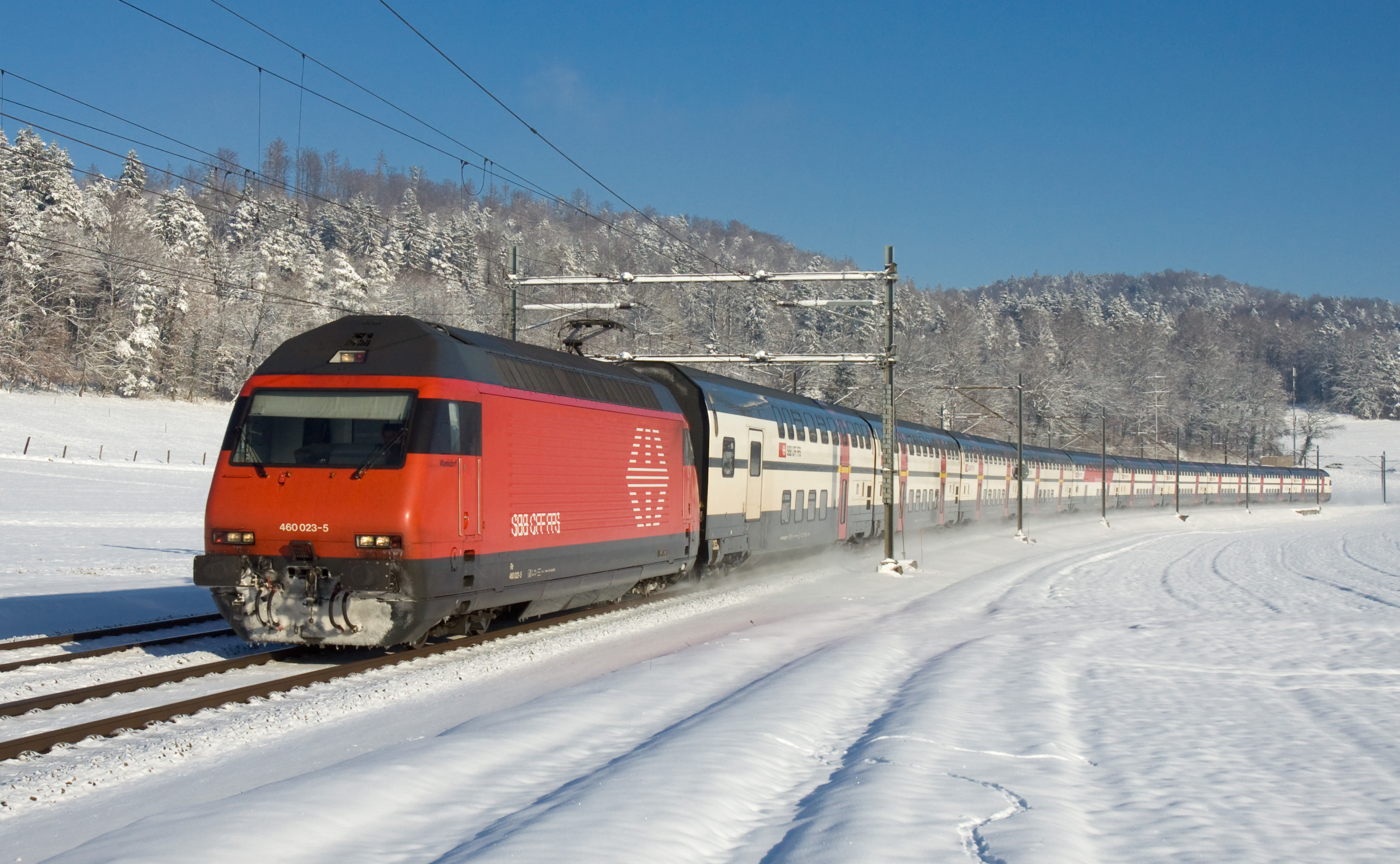
اس‌بی‌بی آرای۴۶۰ سری لوکوموتیوهای برقی چند منظوره چهار محوره راه‌آهن فدرال سوئیس هستند.۱۹۹۱-۱۹۹۷ اس‌بی‌بی آرای۴۶۰لوکوموتیو و آی‌سی ۲۰۰۰.